# Northrop Grumman MQ-8C Fire Scout
Il Northrop Grumman MQ-8C Fire Scout è un elicottero a pilotaggio remoto sviluppato per essere usato dalla US Navy. Basato sul Bell 407, ne unisce l'estesa portata e capacità di carico alle capacità VTUAV (Vertical Takeoff and landing Unmanned Aerial Vehicle) del MQ-8B, basato invece sul Schweizer 333. La sua cellula è realizzata da Bell, mentre i controlli di volo senza pilota e sistemi ISR (Intelligence Surveillance Reconnaissance) da Northrop Grumman.

## Storia

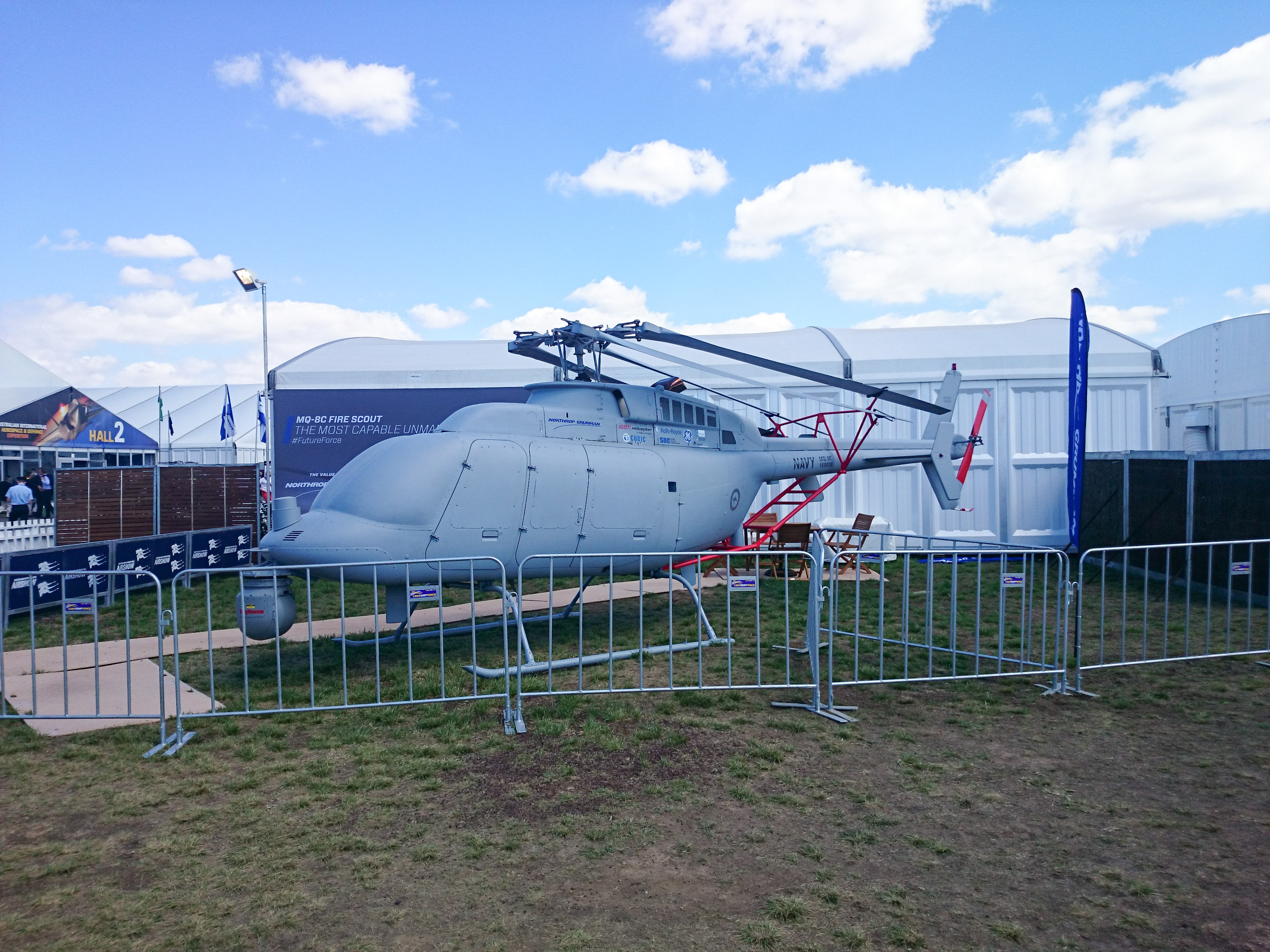
Fire Scout nel 2015 all'Australian International Airshow

Il 3 maggio 2010 la Northrop Grumman ha annunciato di voler sviluppare un nuovo elicottero senza pilota, successore del MQ-8B, a partire dal Bell 407, chiamato Fire-X. Allo Yuma Proving Ground in Arizona, il Fire-X ha effettuato il suo primo volo il 20 dicembre 2010. Il 23 aprile 2012 Northrop Grumman ha ricevuto un contratto di 262,3 milioni di dollari dalla US Navy per costruire il nuovo MQ-8C Fire Scout, con 2 esemplari di prova previsti e 6 esemplari di produzione, per arrivare a 28 esemplari richiesti. Nel marzo 2013 la Marina ha assegnato un altro contratto da 71 milioni di dollari per la costruzione di ulteriori 6 elicotteri. L'assemblaggio finale è stato eseguito presso l'Unmanned Systems Center di Northrop Grumman a Moss Point, Mississippi. Il primo MQ-8C Fire Scout è stato consegnato nel luglio 2013, per poi effettuare le prove a terra e dei motori a settembre e condurre il primo volo a ottobre 2013 presso la base navale della contea di Ventura a Point Mugu, California. Il secondo elicottero prodotto è stato consegnato a novembre e ha effettuato il suo primo volo a febbraio 2014. Nell'aprile 2014 è stato stipulato un contratto da 44 milioni di dollari per altri 5 esemplari e un mese dopo Northrop Grumman ha annunciato che l'MQ-8C Fire Scout sarebbe stato sottoposto a test di interferenza elettromagnetica per garantire il suo funzionamento sicuro a bordo delle navi militari. Ad agosto si sono conclusi i test di atterraggio e agli inizi di dicembre 2014 è stato consegnato il primo esemplare operativo alla US Navy. Nello stesso mese l'elicottero ha completato la sua prima serie di voli, effettuando 22 decolli e atterraggi di precisione dal cacciatorpediniere missilistico USS Jason Duham (DDG 109) al largo della costa della Virginia. Nel 2016 è stato scelto il radar Osprey a scansione elettronica della Leonardo, garantendo una più ampia capacità di sorveglianza e integrabile direttamente nella cellula. Utilizzando onde radio a bassa frequenza, permette di individuare obiettivi molto distanti, con visibilità ridotta, di notte o in condizioni meteorologiche avverse. Inizialmente si prevedeva di armare l'elicottero per respingere piccoli mezzi d'attacco, dotandolo del sistema APKWS (Advanced Precision Kill Weapon System) di BAE Systems, costituito da razzi Hydra 70 modificati e provato con successo già sull'MQ-8B nel 2018. Agli inizi del 2019 la Marina ha annullato i precedenti piani a favore di un equipaggiamento con maggiori capacità di sorveglianza oltre l'orizzonte. La decisione è stata cambiata a causa dello spazio disponibile sulle Littoral Combat Ship, ampiamente usato per riporre le armi della nave e insufficiente per i tre lanciatori a tubo dell'MQ-8B (che arrivano a sette sull'MQ-8C). I piani attuali (novembre 2020) prevedono l'acquisto di 38 esemplari, con il dispiegamento a partire dal 2021. Il 25 novembre del 2019 la l'USN annuncia di voler affidare a Bell una riprogettazione del vano di poppa per l'alloggiamento di potenziali armi. È stata annunciata anche l'intenzione di aggiungere il Link 16, che consentirebbe di condividere direttamente informazioni con l'MH-60, invece di doverle ritrasmettere da una nave. Il 15 settembre 2020 l'Helicopter Sea Combat Squadron (HSC) 22 ha ricevuto l'MQ-8C diventando il primo a disporne sulla East Coast. A bordo della USS Detroit (LCS 7) sono state effettuate diverse attività, incluso far volare insieme MH-60 e MQ-8C.

## Utilizzatori
Stati Uniti
- United States Navy: 38 esemplari (previsti)